# Psilaxis krebsii
Psilaxis krebsii är en snäckart som först beskrevs av Morch 1875.  Psilaxis krebsii ingår i släktet Psilaxis och familjen Architectonicidae. Inga underarter finns listade i Catalogue of Life.